# Федра (Сенека)
«Фе́дра» (лат. Phaedra) — трагедия римского писателя Луция Аннея Сенеки Младшего на сюжет из греческой мифологии. Её текст полностью сохранился.

## Сюжет
В «Федре» Сенека использовал классический сюжет из аттической мифологии. Жена Тесея Федра признаётся в любви своему пасынку Ипполиту, а не найдя взаимности, клевещет на него мужу. Ипполит, проклятый отцом погибает. Позже Федра сознаётся, что погубила невинного, и совершает самоубийство. Основным источником для Сенеки стала предположительно трагедия Еврипида «Ипполит, закрывающийся плащом», текст которой утрачен.
В «Федре», как и в других своих трагедиях, Сенека уделяет внимание не столько развитию сюжета, прекрасно знакомого читателям, сколько пространным монологам персонажей и различным описаниям: так, изобилующий натуралистическими подробностями рассказ о гибели Ипполита занимает двадцать строк.

## Судьба пьесы
О времени создания «Федры», как и других трагедий Сенеки, ничего не известно. Одни исследователи относят пьесы к раннему периоду творчества Луция Аннея, другие — к позднему. Предположительно эти произведения создавались не для постановки на сцене, а для чтения. Из более поздних античных авторов их упоминает только Квинтилиан. В эпоху Средних веков и Раннего Нового времени трагедии Сенеки были единственными произведениями античной драматургии, которые знала европейская публика, они существенно повлияли на становление европейской литературы (в том числе на творчество Уильяма Шекспира и Жана Расина). Начиная с XVIII века их подвергают жёсткой критике за риторичность, дефицит действия, вторичность по сравнению с трагедиями афинских классиков. Наряду с этим есть и другой взгляд на пьесы Сенеки — как на уникальный литературный памятник, появившийся на очередном этапе освоения классического культурного наследия.

## Основные издания на русском языке
- Перевод С. А. Ошерова // Сенека. Трагедии. — М., 1983. — С. 35-68. — (Литературные памятники).
- Перевод С. М. Соловьёва (фрагменты) // Сенека. Трагедии. — М., 1983. — С. 328—334. — (Литературные памятники).